# أشينيات
الأشينيات أو قافزات الذيل النحيلة (الاسم العلمي: Entomobryidae)، فصيلة من قافزات الذيل. تضم أكثر من 700 نوع موصوف.